# Cürassier-Regiment Braida

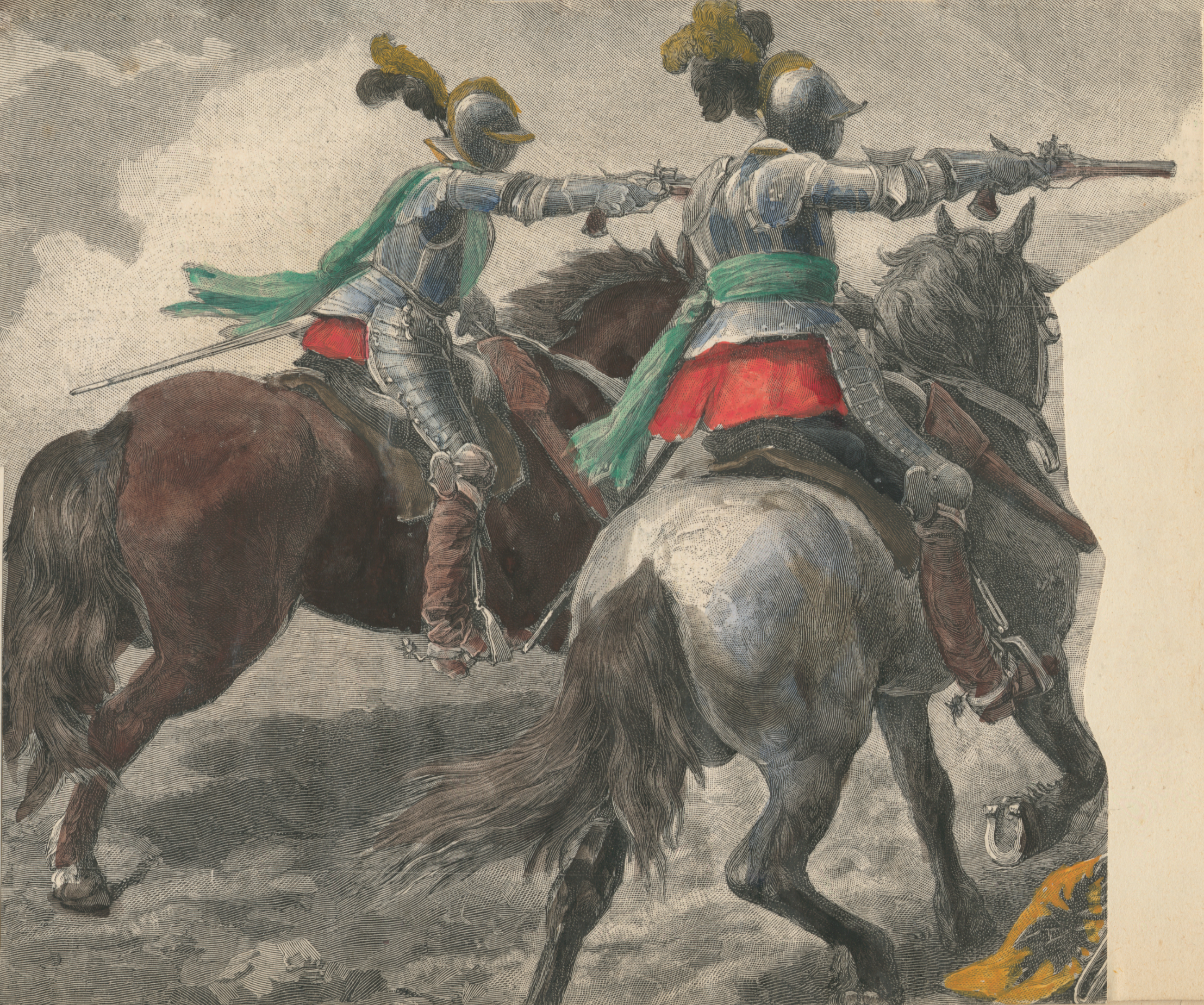
Kürassiere der damaligen Zeit

Das Cürassier-Regiment Braida war ein Kavallerieverband der kaiserlichen Armee. Erster Regimentsinhaber und Kommandant war der  Obrist Pietro de la Motte.

## Formationsgeschichte
- Mit Patent vom 6. Juli 1625 wurde das Regiment als Arquebusier-Regiment zu fünf Kompanien in Böhmen aufgestellt.
- 1632 wurde die Einheit mit dem „Regiment Coronini“ zusammengelegt und dem Obristen Louis Gonzaga übergeben.
- 1633: In diesem Jahr in ein Kürassier-Regiment zu 10 Kompanien umgewandelt.
- 1642: Fünf Kompanien wurden an das „Regiment Mislik“ abgegeben.
- 1643: Die fünf Kompanien wurden zum Regiment zurückversetzt
- 1649:Von zehn auf neun Kompanien reduziert
- 1650: Die Leibkompanie des „Regiment Lützelburg“ (Luxemburg) eingegliedert.
- 1656: Fünf Kompanien an das in spanischen Diensten neu aufgestellte „Regiment Capell“ in Italien abgegeben.
- 1657: Einen Teil des „Regiment Rust“ übernommen, dafür die neu formierte Dragoner-Kompanie an das „Regiment Spankau“ abgegeben.
- 1660: Aufgelöst und in das Cürassier-Regiment Schmidt eingegliedert

### Regimentsinhaber
- 1616: Obrist Pietro de la Motte
- 1638: Obrist Graf von Ferrari
- 1641: Obrist del Monte
- 1632: Obrist/Feldmarschallleutnant Louis Marchese Gonzaga
- 1658: Obrist Julius (od. Julian) Graf Braida

### Regiments-Kommandanten
- 1625: der Inhaber Obrist de la Motte
- 1627: der Inhaber Obrist Graf Ferrari
- 1631: der Inhaber Obrist Marchese Gonzaga
- 1635: Obristlieutenant Peter von Lütteringshausen
- 1638–1642: unbekannt
- 1642: Obristwachtmeister Khauts (auch Cauts oder Khausen)
- 1643: Obristlieutenant de Bois
- 1645: Obristlieutenant Alexander Graf Warfuse (Warfusée)
- 1647: Obristlieutenant Graf Braida
- 1658: Obrist Graf Braida, jetzt als Inhaber
- 1659: Obristlieutenant Philipp von Saint-Genois

### Friedensgarnisonen
Nach dem Ende des Dreißigjährigen Krieges war das Regiment wischen 1649 und 1657 in Mähren und Schlesien garnisoniert.

## Gefechtskalender

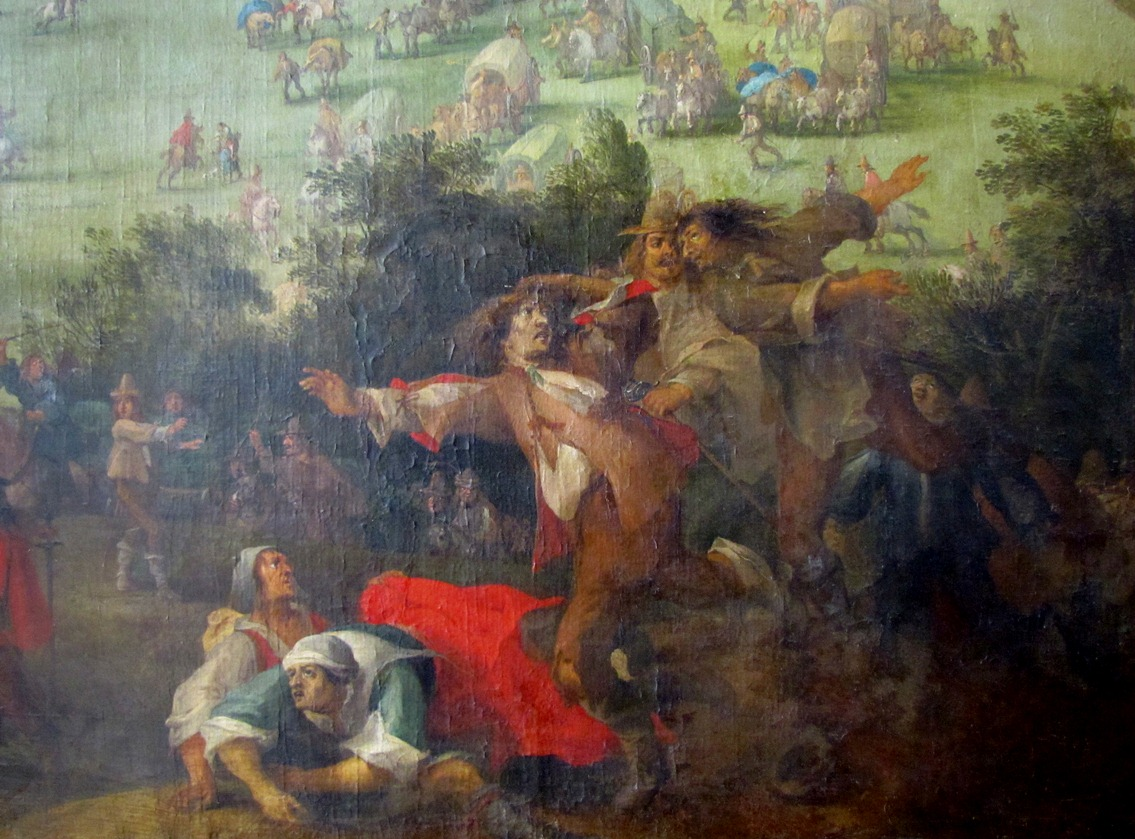
Nach der Schlacht von Thionville

- Dreißigjähriger Krieg

1625–1626: Gefechtstätigkeit im Reich ohne größere Aufgaben
1627: Gefechtstätigkeit im Reich
1628: Gefechtstätigkeit mit Schwerpunkt in Böhmen
1629–1630: Kämpfe in Italien bei Guastalla und Mantua
1631: Kämpfe am Oberrhein
1632: Teilnahme an der Schlacht an der Alten Veste
1633: Gefechte in Mähren
1634: Teilnahme an der Schlacht bei Nördlingen
1635: Feldzug in Lothringen unter General Piccolomini.
1636: Feldzug in Burgund unter General Gallas
1637: Feldzug in den Niederlanden unter General Piccolomini
1638: Der Armee von General Lamboy am Niederrhein zugeteilt.
1639: Mit der Armee Piccolomini Teilnahme an der Schlacht bei Thionville, anschließend Verlegung nach Böhmen
1640: In der „Brigade Westphalen“ bei der Hauptarmee in Böhmen
1641: Gefechte bei Wolfenbüttel und bei Woldenberg
1642: Kampf unter Franz Albrecht von Sachsen in der Schlacht bei Schweidnitz, mit der Hauptarmee Teilnahme an der Schlacht bei Breitenfeld.
1643–1644: Kämpfe in Ober-Ungarn, wo der Obristlieutenant du Bois für sein tapferes Verhalten beim Rückzug von Eperjes ein kaiserliches Dankschreiben erhielt.
1645: Teilnahme an der Schlacht bei Jankau – hier geriet der Regimentskommandant, der Obristlieutenant Warfuse in Gefangenschaft.
1646: Das Regiment stand in Böhmen ohne größere Aktionen
1647: Der Hauptarmee zugeteilt, im Gefecht bei Triebel eingesetzt
1648: Kämpfe in der Schlacht bei Zusmarshausen
1651–1657: Das Regiment stand in Ungarn
- Zweiter Nordischer Krieg

1657: Marsch nach Polen, Teilnahme an der Belagerung von Krakau
1658: Gefechte in Polen, Mecklenburg, Holstein und Jütland
1659: Kämpfe vor Demmin, Scharmützel bei Treptow mit der Eroberung zweier feindlicher Standarten. Teile des Regiments kämpften bei der Eroberung der Warnemünder Schanzen.
1660: Mit der Armee-Reduction als Ergebnis des Friedens von Oliva wurde das Regiment mit der kaiserlichen Resolution vom August 1660 in Pommern aufgelöst.

## Gefallene höhere Offiziere
Der Regimentskommandant, Obristwachtmeister Khauts und der zweite Obristwachtmeister (Name unbekannt) fielen 1642 in der Schlacht bei Breitenfeld.